# Siderfly (Schiff)
Die Siderfly war ein Küstenmotorschiff der Reederei Eestinova aus Reval, das im Oktober 2013 nach einer Kollision im Nord-Ostsee-Kanal sank.

## Geschichte

### Das Schiff

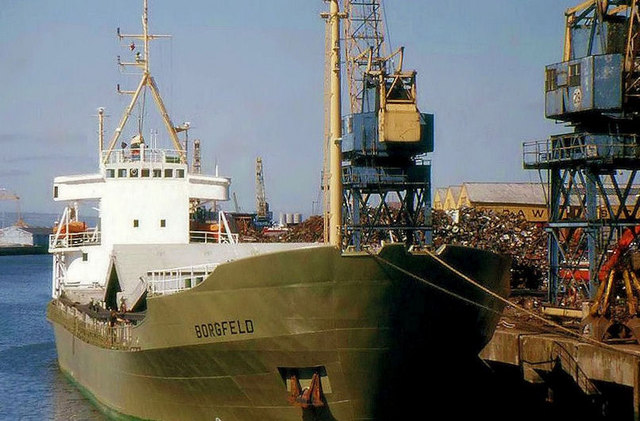
Als Borgfeld 1989 in Belfast

Das Schiff zählte zu einem Duo nahezu baugleicher Schiffe, welche die Elsflether Werft 1984/85 unter Verwendung von Teilen der Rümpfe und Aufbauten zweier Stückgutschiffe der Schulte & Bruns Schiffswerft in Emden baute. Das erste der beiden Schiffe war die Blankenese, die 1983/84 aus Teilen der 1969 gebauten Geise entstand. Das zweite war die am 27. August 1984 auf Kiel gelegte Borgfeld, für die Teile des 1968 gebauten Schiffs Randzel weiterverwendet wurden.
Die Borgfeld wurde im Juni 1985 fertiggestellt und an den Eigner Warfer Schiffahrts Gesellschaft in Lilienthal abgeliefert. Eingesetzt wurden beide Schiffe von der Reederei Thien & Heyenga.
Die Siderfly war ein Mehrzweck-Küstenmotorschiff mit achtern angeordneten Aufbauten und verfügte über zwei für den Containertransport vorbereitete Laderäume. Beim Bau waren zwei jeweils 25,20 Metern lange Luken mit einer Breite von 12,60 Metern verbaut und das Laderaumvolumen betrug 4.442 m³ bei Getreide und 4.361 m³ Ballenraum. Die Tragfähigkeit betrug beim Bau 3.020 Tonnen und die Containerkapazität lag bei 158 TEU. Das Schiff wurde im Juni 1990 bei der Bauwerft um 10,59 Meter verlängert, wobei sich die Länge der hinteren Luke auf 37,20 Meter erhöhte und das Laderaumvolumen auf 5.487 m³ Getreideraum, bzw. 5.384 m³ Ballenraum vergrößerte. Nach der Verlängerung besaß das Schiff eine Containerkapazität von 194 TEU und eine Tragfähigkeit von 4.200 Tonnen (ein Wert, der sich später auf 4.380 Tonnen erhöhte). Die Tankdecke des Laderaums war sowohl für den Transport von schweren Ladungen verstärkt, als auch mit Einrichtungen für den Transport von Containern versehen. Der Laderaum wurde mit hydraulischen MacGregor-Faltlukendeckeln seefest verschlossen.
Die Antriebsanlage des Schiffes bestand aus einem Achtzylinder-Viertakt-Dieselmotor des Typs Deutz SBV 8M 628. Der Motor leistete bis zu 1.228 Kilowatt bei 800 Umdrehungen pro Minute und trieb über ein Getriebe einen Festpropeller an. Die An- und Ablegemanöver konnten durch ein Bugstrahlruder mit einer Leistung von 157 Kilowatt unterstützt werden. Als Hilfsmotoren waren zwei Deutz-Diesel des Typs BA 6M 816 mit jeweils 184 kW Leistung und ein Notdiesel des Typs Deutz F6L 912 mit 45 kW Leistung verbaut.
Das Schiff wechselte mehrfach den Besitzer und seinen Namen und fuhr bei der Havarie 2013 unter der Flagge St. Vincent und die Grenadinen.

### Havarie im Nord-Ostsee-Kanal
Am 28. Oktober 2013 gegen 3 Uhr kollidierte das Schiff im Nord-Ostsee-Kanal in der Nähe der Hochbrücke Brunsbüttel mit dem niederländischen Gastanker Coral Ivory. Die Siderfly befand sich mit einer Ladung Harnstoff auf dem Weg nach Antwerpen, während sich die Coral Ivory auf dem Weg nach Uusikaupunki befand. Bei der Kollision entstanden zwei Löcher im Rumpf des Schiffes. Eines der Löcher war etwa 5 mal 8 Meter groß. Der Gastanker wurde kaum beschädigt. Bei dem Unfall trat Dieselöl aus. Nach dem Unfall lag die Siderfly zunächst mit 30 Grad Schlagseite auf der Uferböschung. Der Kanal wurde daraufhin bis zum 31. Oktober 2013 gesperrt.

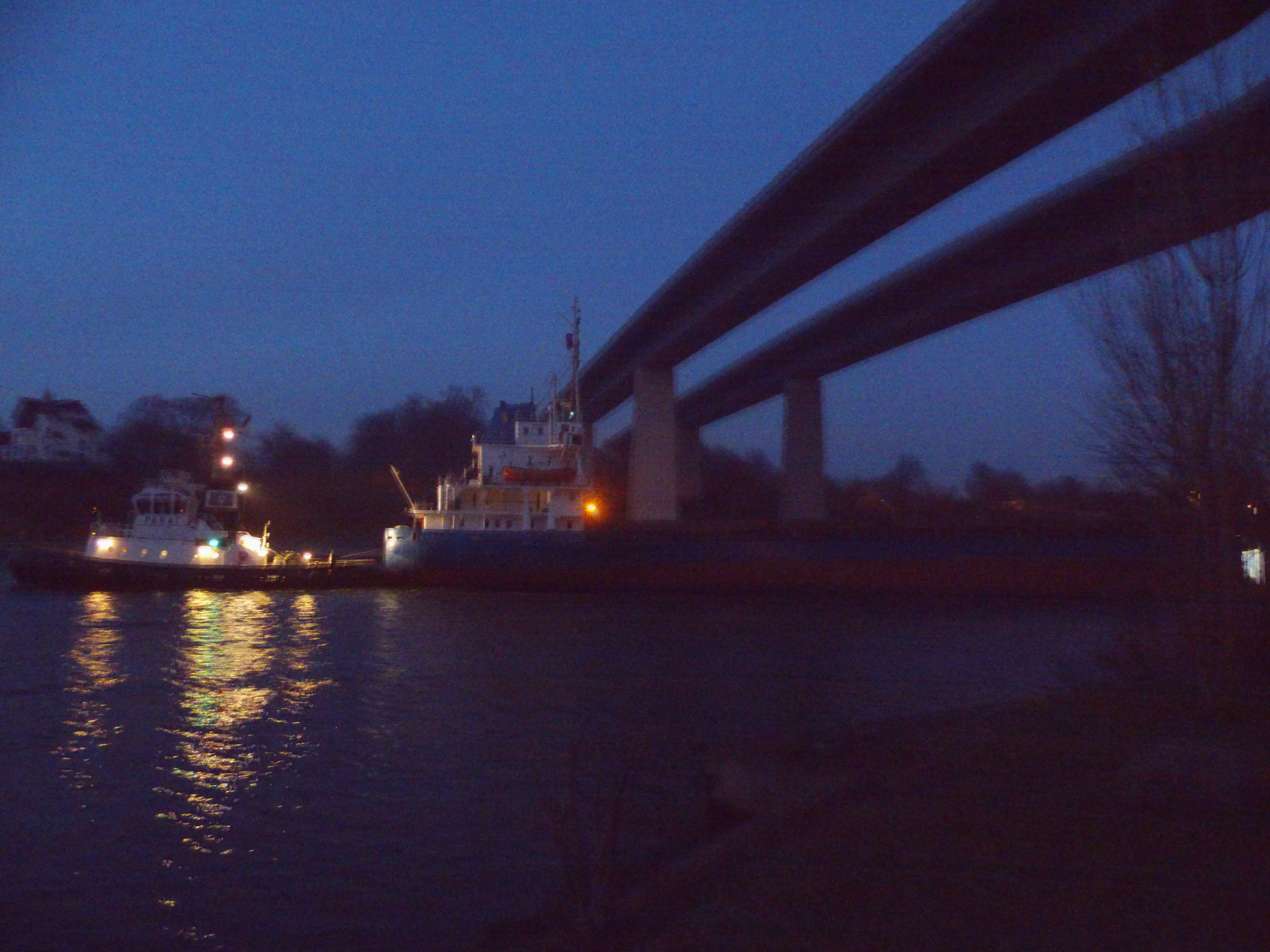
Die Siderfly auf dem Weg zur Verschrottung, hier unter den Holtenauer Hochbrücken

Die Siderfly wurde zunächst von drei Schleppern auf der Uferböschung gehalten und später landseitig mit Drähten gesichert, um ein Abrutschen oder Sinken zu verhindern. Nachdem die Ladung Harnstoff bis zum 4. November komplett in Leichter umgeladen und die Backbord-Schlagseite von 24° auf 6° verringert worden war, wurde der Havarist am Nachmittag des 6. November zum Südkai in Brunsbüttel geschleppt. Dabei wurde festgestellt, dass das Leck kleiner ist, als ursprünglich angenommen. Aus Sicherheitsgründen wurde im Hafen eine Ölsperre um den Havaristen verlegt. Das Schiff wurde vom Versicherer zum Totalverlust erklärt.
Ende Januar 2014 kaufte das dänische Unternehmen Fornæs Shipbreaking aus Grenaa das Schiff, um es zu verschrotten. Am 5. Februar 2014 wurde das Schiff von den Schleppern Parat und Westsund nach Kiel geschleppt. Von dort schleppte die Westsund das Schiff nach Grenaa, wo das Schiff gegen 15:30 Uhr des darauffolgenden Tages zum Abbruch eintraf.
Im März 2016 wurde der Abschlussbericht zur Kollision von der Bundesstelle für Seeunfalluntersuchung vorgelegt. Demnach ist die Havarie auf mangelnde Kommunikation zwischen den beteiligten Lotsen zurückzuführen.